# Ярило
Яри́ло  — у дохристиянських віруваннях слов'ян, згідно з реконструкціями, бог любові й пристрасті, сили та хоробрості, розквіту творчих сил природи, що уособлював родючу силу весняного сонця і приблизно відповідає таким символам літнього сонця, як Коструб та Купало. У балтійських слов'ян Ярилу відповідає Яровит.

## Імена
Ярило згадується в хорватів як Весник або Зелений Юрій. В українських віруваннях знаний також як Благовісник або Великий Грім. У балтів йому відповідає Яровит.

## Значення імені
Як і інші слова з коренем яр (jar), ім'я пов'язують з уявленнями про весняну родючість (пор. «яр» — весна; «ярий» — весняний, посіяний навесні), хліб (ярину, ярина — ячмінь, овес; яр, яриця та інші позначення хлібів), тварини (бичок-яровик, ярка і т. ін.); можна порівняти також з «ярий» у значенні «сердитий», «лютий», «яритися» — «проявлятися в повній силі, бушувати (про стихії, явища природи)», яриш, ярий, «весняний, молодий, повний сил, пристрасний», і ті ж значення слів з коренем яр у південних і західних слов'ян.

## Образ і функції

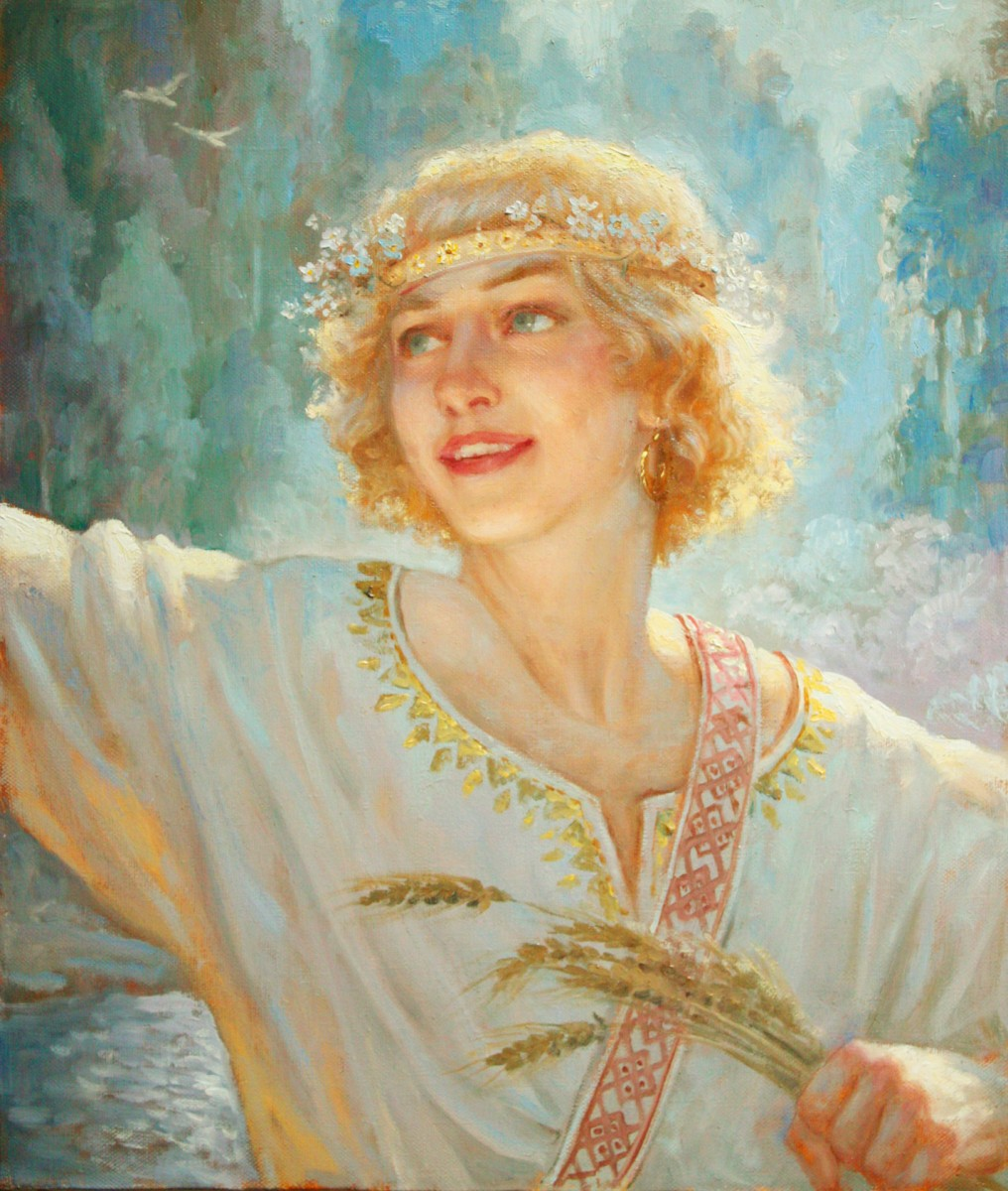
Ярило. Картина Андрія Шишкіна

Популярний образ Ярила здебільшого заснований на білоруських текстах із етнографії XIX століття. У них оповідається про Ярила як босого юнака в білому одязі з вінком із трави на голові, який сидить на білому коні і тримає в правій руці людську голову, а в лівій — колосся жита. Відомий мотив протиставлення молодого і старого Ярила, де старий, минулорічний, поступається місцем молодшому, іноді під час сутички. Менш знаний український Ярило носить білу кирею з вінком маків і хмелю на голові. У правій руці тримає серп, а в лівій — сніп злаків. Образ Ярила близький до народного образу святого Юрія, котрий теж їздить на білому коні, а його помирання та воскресіння зближує Ярила з грецькими Адонісом і Діонісом. «Життєпис Тихона Задонського» 1765 року згадує російське святкування, головною постаттю якого був юнак, який зображав Ярила: в ковпаку з дзвіночками, стрічками та квітами, чиє обличчя було розфарбоване білою та червоною фарбами.
Ярило починав весну, звільняючи дощ, у чому його функції частково перетинаються з Перуном. Так, у Литві тамтешній аналог Перуна, Перкунас, сповіщав про дозвіл на початок праці в полі громом. Балтійський Яровит має виражені войовничі риси, які поділяє з персонажем українців — Благовісником. Той не лише «відмикає» небо, щоб пролити на землю дощ, а також воює з нечистою силою, пускає стріли в чорта, має такі пізні риси, як стріляння в нечисть із козацької гармати. Можливо, що Ярило був не окремим персонажем, а одним із аспектів Перуна. Олекса Воропай припускав, що Ярило був одним із богів пантеону Володимира Великого, але внаслідок помилки при переписуванні літопису був замінений Симарглом.

## Реконструкція міфу про Ярила
Хорватський лінгвіст Радослав Катічіч і етнограф Вітомір Белай у 1987 та 1998 роках відповідно спробували реконструювати міф про Ярила як божество, що помирає та відроджується кожного року. Його міфічний життєвий цикл відображав життєвий цикл пшениці, від її «народження» під час посіву, через її «молодість» і «жертовну смерть» під час жнив.
У викладі Катічіча та Белая, Ярило (також відомий як Зелений Юрій) був сином бога-громовержця Перуна. Ярило народився в останню ніч лютого, на свято язичницького Нового року. Тієї ночі Ярила викрали посланці ворога Перуна, бога Велеса, і віднесли до підземного світу мертвих (Вирію), де Велес усиновив його та виховав. З приходом весни Ярило повернувся з підземного царства верхи на коні, приносячи на землю весну і родючість. Він закохався в свою сестру Мару та відсвяткував з нею весілля в день літнього сонцестояння (Івана Купала). Цей священний шлюб забезпечив достаток на землі, а також приніс тимчасовий мир між Перуном і Велесом. Однак, оскільки Ярило зраджував Марі, вона (або Перун чи брати Ярила) вбила його. З частин тіла Ярила Мара збудувала собі новий будинок — ця метафора натякає на омолодження всього космосу. Проте без чоловіка Мара перетворилася на стару й потворну богиню смерті, зрештою померши до кінця року. Кожного року, як пояснювали Радослав Катічіч і Вітомір Белай, історія повторюється в обряді і природний цикл починається заново.

## Культ Ярила
Вшанування Ярила в білорусів відбувалося 27 квітня, коли дівчата вели хоровод, а одну з них перевдягали на Ярила й садили на прив'язаного до стовпа білого коня. В українців відомий обряд похорону Ярила перед Петровим постом. Ще у XVIII столітті у Воронезькій єпархії заборонялося проводити обряд біля ідола Ярила. «Життєпис Тихона Задонського» містить опис російського свята («ярилок») на честь Ярила в Воронежі, що відбувалося перед Петровим постом. Тоді юнака одягали Ярилом, відбувалися ігри, пригощання, пиятика й кулачні бої, що іноді проводилися на смерть, а дівчата шукали собі пару. Відомо також про обряд розбивання ідолів старого, «плешивого» Ярила та його жіночого аналога — Ярлихи.
З Ярилом пов'язується руське воєводське ім'я Ярун, річка Яринь у басейні Прип'яті. В сербів відоме свято під назвою Ярило та ритуальна лялька, що виготовляється з його нагоди. Назви Ярилово та Яриловичі, до яких міг мати стосунок Ярило, зафіксовані в околицях Великого Новгорода.